# Mateusz Banasiuk

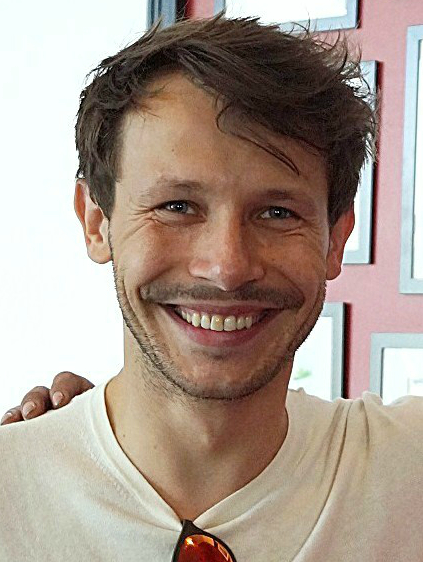
Mateusz Banasiuk (2018)

Mateusz Banasiuk (* 21. September 1985 in Warschau) ist ein polnischer Filmschauspieler.

## Leben
Mateusz Banasiuk wurde 1985 in Warschau geboren. Er ist der Sohn des Schauspielers Stanisław Banasiuk. Im Jahr 2009 absolvierte er die wenige Jahre zuvor gegründete Filmschule in Warschau und im Jahr 2011 die Aleksander-Zelwerowicz-Theaterakademie Warschau.
Einem breiteren Publikum ist er vor allem durch seine Rolle als Radek Zielinski in der Serie Pierwsza miłość bekannt, in der er ab 2006 in insgesamt 236 Folgen mitwirkte. In den folgenden Jahren entwickelte Mateusz gleichzeitig seine Film- und Fernsehkarriere. So war er in Fernsehserie wie Przystan oder M jak milosc zu sehen. Seine erste große Filmrolle war die des Gymnasiasten Wojtek Domagala in dem auf wahren Begebenheiten basierenden Fernsehfilm Cisza von 2010 über ein tragisches Lawinenunglück im Jahr 2003 in der Tatra. Wichtig für seine Filmkarriere und seine internationale Bekanntheit war die Rolle des bisexuellen Kuba in dem Filmdrama Tiefe Wasser (Originaltitel Płynące wieżowce) von Tomasz Wasilewski, das im April 2013 beim Tribeca Film Festival seine Premiere feierte und im Anschluss bei zahlreichen Filmfestivals weltweit gezeigt wurde.
Von September bis Oktober 2014 nahm Banasiuk an der zweiten Ausgabe der polnischen Version von Dancing with the Stars teil. Seine Tanzpartnerin war Hanna Żudziewicz. Das Paar schied im Viertelfinale aus und belegte schließlich den 4. Platz.
Ab 2018 spielte er in weit über 100 Folgen von Barwy szczęścia. In dem Actionfilm Furioza von Cyprian T. Olencki spielt er in einer der Hauptrollen einen Arzt namens Dawid, der eine Gruppe polnischer Ultras infiltrieren soll.
Seit 2014 ist er mit der Schauspielerin Magdalena Boczarska liiert, die er 2017 heiratete.

## Filmografie (Auswahl)
- 2004: Pręgi
- 2006: Kto nigdy nie zyl
- 2006–2019: Pierwsza miłość (Fernsehserie, 236 Folgen)
- 2009: Przystan (Fernsehserie, 13 Folgen)
- 2009–2010: M jak milosc (Fernsehserie, 12 Folgen)
- 2010: Alles, was ich liebe (Wszystko, co kocham)
- 2013: Tiefe Wasser (Płynące wieżowce)
- 2016: Strazacy (Fernsehserie, 10 Folgen)
- 2017: Druga szansa (Fernsehserie, 12 Folgen)
- 2018: 7 uczuć
- 2018–2019: Pod powierzchnią (Fernsehserie, 6 Folgen)
- 2018–2021: Barwy szczęścia (Fernsehserie, 131 Folgen)
- 2021: Liebe² (Miłość do kwadratu)
- 2021: Furioza
- 2023: Nochmal Liebe² (Miłość do kwadratu jeszcze raz)
- 2024: Für immer Liebe² (Miłość do kwadratu bez granic)
- 2024: Töte mich, wenn du dich traust (Zabij mnie, kochanie)